# Seyval blanc
Le  seyval blanc est un cépage de cuve français de raisins blancs.

## Origine et répartition géographique
Le cépage est une obtention de Bertille Seyve dans ses établissements SEYVE-VILLARD à Saint-Vallier. L'origine génétique est vérifiée et le seyval blanc est un croisement des cépages Seibel 5656 x Seibel 4986 réalisé vers 1920 par Albert Seibel. Le cépage est autorisé dans de nombreux départements en France. Il est également autorisé en Grande-Bretagne, Canada et États-Unis. Au Brésil, le seyval blanc était diffusé sous le nom erroné du Sauvignon.
Le seyval blanc est une hybride avec des parentages de Vitis vinifera, Vitis rupestris et Vitis aestivalis.

## Caractères ampélographiques
- Extrémité du jeune rameau duveteux blanc à liseré faiblement carminé.
- Jeunes feuilles aranéeuses, légèrement bronzées.
- Feuilles adultes, entière ou à 3 lobes, un sinus pétiolaire étroit, des dents ogivales, moyennes, un limbe glabre.

## Aptitudes culturales
La maturité est de première époque : comme le chasselas.

## Potentiel technologique
Les grappes sont moyennes et les baies sont de taille petite à moyenne. La grappe est cylindrique. Les raisins sont de chair pulpeuse. Sa production est bonne. Il est sensible au gelées printanières et à la coulure mais il se montre assez résistant au mildiou.

## Synonymes
Le  seyval blanc est connu sous les noms de Seyve-Villard 5276, SV 5276, S.V. 52-76